# Florent Boutte
Florent Boutte (ur. 15 października 1977) – francuski kolarz BMX, brązowy medalista mistrzostw świata. 

## Kariera
największy sukces w karierze Florent Boutte osiągnął w 1996 roku, kiedy zdobył brązowy medal w kategorii elite podczas mistrzostw świata BMX w Brighton. W zawodach tych wyprzedzili go jedynie Brytyjczyk Dale Holmes oraz Amerykanin Randy Stumpfhauser. Na tych samych mistrzostwach trzecie miejsce zajął także w konkurencji cruiser, tym razem przegrywając tylko z Brytyjczykiem Jamie Staffem i Jasonem Richardsonem z USA. Ponadto Boutte jest trzykrotnym mistrzem Francji (1999, 2000 i 2002) oraz dwukrotnym mistrzem Europy (2001 i 2002).